# Conus stanfieldi
Espèce
Conus stanfieldi est une espèce de mollusques gastéropodes marins de la famille des Conidae.
Comme toutes les espèces du genre Conus, ces escargots sont prédateurs et venimeux. Ils sont capables de « piquer » les humains et doivent donc être manipulés avec précaution, voire pas du tout.

## Description
La taille de la coquille atteint 33 mm.

## Distribution
Cette espèce marine est présente au large des Bahamas.

## Taxonomie

### Publication originale
L'espèce Conus stanfieldi a été décrite pour la première fois en 1998 par le malacologiste américain Edward James Petuch (d) dans « La Conchiglia »,.

### Synonymes
- Conus (Dauciconus) stanfieldi Petuch, 1998 · appellation alternative
- Conus (Purpuriconus) stanfieldi Petuch, 1998 · non accepté
- Purpuriconus stanfieldi (Petuch, 1998) · non accepté